# Dysmachus calceatus
Dysmachus calceatus är en tvåvingeart som beskrevs av H. Oldroyd 1958. Dysmachus calceatus ingår i släktet Dysmachus och familjen rovflugor. Inga underarter finns listade i Catalogue of Life.